# Resolutie 1677 Veiligheidsraad Verenigde Naties
Resolutie 1677 van de Veiligheidsraad van de Verenigde Naties werd unaniem door de Veiligheidsraad van de Verenigde Naties aangenomen op 12 mei 2006 en verlengde het VN-kantoor in Oost-Timor met een maand.

## Achtergrond
Nadat Portugal zijn kolonies losgelaten had, werd Oost-Timor eind 1975 na een korte burgeroorlog onafhankelijk. Korte tijd later viel Indonesië het land binnen en brak een oorlog uit, waarna Oost-Timor werd ingelijfd. In 1999 stemde Indonesië in met een volksraadpleging over meer autonomie of onafhankelijkheid, waarop het merendeel van de bevolking voor de tweede optie koos.
In april 2006 braken rellen uit nadat premier Mari Alkatiri 600 van 's lands 1400 militairen had ontslagen nadat deze betoogd hadden omdat hun soldij niet was betaald en omdat soldaten uit West-Timor gediscrimineerd zouden worden, waarna ook jeugdbendes aan het plunderen en brandstichten sloegen. President Xanana Gusmao kreeg hierop bijkomende bevoegdheden en controle op het leger, terwijl de door Australië geleidde 2500 man sterke internationale troepenmacht de orde probeerde te herstellen.

## Inhoud
De Veiligheidsraad herinnerde aan de eerdere resoluties over Oost-Timor, resolutie 1599 in het bijzonder. De Veiligheidsraad was diep bezorgd over de incidenten op 28 en 29 april en de hieruit voortkomende situatie, en toonde zich erkentelijk voor de acties van de Oost-Timorese regering om de incidenten nader te onderzoeken. De Veiligheidsraad legde zich volledig toe op het bevorderen van stabiliteit op de lange termijn in Oost-Timor.
Besloten werd het mandaat van het VN-kantoor in Oost-Timor, UNOTIL, te verlengen tot 20 juni. Secretaris-generaal Kofi Annan werd gevraagd om tegen 6 juni te rapporteren over de situatie en de rol van de VN. De Oost-Timorese overheid werd aangemoedigd om de oorzaken van het geweld aan te pakken, om herhaling van dergelijke incidenten te voorkomen.
De Veiligheidsraad besloot om actief op de hoogte te blijven.

## Verwante resoluties
- Resolutie 1573 Veiligheidsraad Verenigde Naties (2004)
- Resolutie 1599 Veiligheidsraad Verenigde Naties (2005)
- Resolutie 1690 Veiligheidsraad Verenigde Naties
- Resolutie 1703 Veiligheidsraad Verenigde Naties

Lijst ·  1652 ·  1653 ·  1654 ·  1655 ·  1656 ·  1657 ·  1658 ·  1659 ·  1660 ·  1661 ·  1662 ·  1663 ·  1664 ·  1665 ·  1666 ·  1667 ·  1668 ·  1669 ·  1670 ·  1671 ·  1672 ·  1673 ·  1674 ·  1675 ·  1676 ·  1677 ·  1678 ·  1679 ·  1680 ·  1681 ·  1682 ·  1683 ·  1684 ·  1685 ·  1686 ·  1687 ·  1688 ·  1689 ·  1690 ·  1691 ·  1692 ·  1693 ·  1694 ·  1695 ·  1696 ·  1697 ·  1698 ·  1699 ·  1700 ·  1701 ·  1702 ·  1703 ·  1704 ·  1705 ·  1706 ·  1707 ·  1708 ·  1709 ·  1710 ·  1711 ·  1712 ·  1713 ·  1714 ·  1715 ·  1716 ·  1717 ·  1718 ·  1719 ·  1720 ·  1721 ·  1722 ·  1723 ·  1724 ·  1725 ·  1726 ·  1727 ·  1728 ·  1729 ·  1730 ·  1731 ·  1732 ·  1733 ·  1734 ·  1735 ·  1736 ·  1737 ·  1738